# Сецесија (уметност)
Сецесија (од лат. secedere: se- + -cedere — „одвојено” + „ићи”; ч. IPA: ) међународни је уметнички стил у ликовној уметности, архитектури, примењеној (посебно декоративној) и другим уметностима, који обухвата раздобље од 1890. до 1910. године. Као реакција на академску уметност из 19. века, инспирисан је природним облицима и структурама — не само код цветова и биљака и сл, него свим закривљеним линијама (кривуљама). Сецесија је један од последњих уметничких правца који су успели да унесу сопствени уметнички печат у све области модерног живота, не само у Европи (и Америци), већ у целом свету.
На српском се поред латинизма протоиталијанско-протоиндоевропског порекла користи и галицизам ар нуво (фр. Art nouveau, IPA:  — „нова уметност”); стил има још много различитих имена у зависности од језика односно земље: у Француској и Белгији је познат као ар нуво (фр. Art noveau), у САД као Тифани стил (по Луис Комфорт Тифанију), у Енглеској као модерни стил (енгл. Modern style), у Аустрији као сецесијски стил према бечкој сецесији, у Шпанији као модернизам (шп. modernismo) односно Каталонији као каталонски модернизам (кат. modernisme catalá), у Чешкој као сецесе (чеш. secese), у Данској као југендштил (дан. jugendstil) или скенвирке (дан. skønvirke), у Немачкој као југендштил (по авангардном часопису Југенд) или арт ново или реформски стил, у Мађарској као сецесио (мађ. szecesszió), у Италији као цветни стил (итал. stile floreale) или стил Либерти (итал. stile Liberty, по лондонском трговцу сер Либертију), у Норвешкој као југендстил (норв. jugendstil), у Пољској као сецесја (норв. secesja), у Словачкој као сецесија (слч. secesia), у Русији као модерн(а) (рус. моде́рн) или ар нуво или југендстил (рус. югендстиль) или свет уметности (рус. мир искусства), у Шведској као југенд (рус. jugend) итд.
Сецесија се сматра „свеукупним” уметничким стилом (гезамткунстверк), који обухвата архитектуру, графичку уметност, дизајн ентеријера и већину декоративних уметности укључујући израду/обраду накита, намештаја, текстила, сребра и сл. материјала, те лампи; такође је битно поменути и бозар. Према филозофији стила, уметност би требало да буде начин живота. Већина добростојећих Европљана је имала могућност да живи у кућама надахнутим ар нувоом, са ар нуво намештајем, сребрнаријом, текстилима, керамиком укључујући посуђе, накит, табакере... Уметници су имали жељу да комбинују бозар и примењену уметност, чак и при изради утилитаристичких предмета.
Већ око 1910-е године утицај Сецесије почиње да слаби и полако излази моде. Биће замењена стилом који је доста наследио из ње, али са тенденцијама које су биле више отворене према утицају индустрије и машина, а то је Арт Деко.

## Главне карактеристике
Уметнички правац се јавио у Европи и Америци половином 19. века и потпуно развио 1900. године. Настао је када се нагло развијала привреда и као реакција усмерена против привредне цивилизације; циљ је био повратак на занатску производњу као лек против привредног кича. Сецесија покреће индустријски дизајн.
За главне знакове сецесије сматра се орнаментика, а даје се предност површини и примењују необичне боје, те се естетски користе различити материјали. Сецесијски орнамент одражава посебан квалитет сецесијског осећања и тежи ка изравнатости у осећању. Сецесијска линија је валовито развијана кривуља која изазива осећање покрета у површини у којој је монотонија спречена употребом необичних боја. Она тражи необичне боје и слаже их по принципима хармоније и контраста. Сецесија се окреће равно ка природним формама у орнаменту као што су лист, цвет, људска и животињска тела.

## Архитектура
Сецесија се развија у архитектури када нови начин конструкције од армираног бетона и челика; захтева и нове приступе у решавању објеката, у сликарству, скулптури и примењеној уметности (намештај и витражи) и у литератури. У архитектури код Антонија Гаудија откривамо архитектуру пуну изненађења и он се не залаже за било који облик функционалности, док се у Чикашкој школи у САД остварују нове структуре, те се одбацују сви некорисни украси и окреће се чистој функционалности; у Европи су у овом погледу највише одмакли у Белгији и Холандији код Хенрија ван де Велдеа и у супротности је са архитектуром Виктора Орте, који је у Бриселу употребио гвожђе и остварио свечане фасаде зграда.

## Сликарство
Међу многим сликарима нарочито је наклоњен овом стилу Густав Климт и заборављен је изласком из моде ове декоративности. Прва дела Пабла Пикаса спадају такође у сецесионистичка дела, иако је овог уметника „открио” критичар и поборник авангардног сликарства Аполинер.

## Књижевност
У књижевности, носиоци сецесије обележени су као симболизам и декаденција. Карактеристика за сецесију у књижевности је орнаментика у језичкој равни и с тим је у вези ритмизација реченице и строфе, понављање речи и гласовних група.
Сецесија је значајно утицала на начин живота у 19. веку и почетком 20. века и уписала се у лица многих градова у Европи, као што су Париз, Беч, Минхен, Берлин, Праг и други. У ово је доба створено много дела од велике уметничке вредности, али и предмета за свакодневну употребу. Сецесија је неодмисаони део не само европске него и светске културе.

## У разним земљама
Овај покрет је релевантан у културним и уметничким збивањима у другим европским земљама где се јавља под различитим називима. Заједнички ’програм’ свима био је прекид с традицијском, академском уметношћу 19. века и стварање нових облика уметничког израза.
У Француској, ар нуво је био уметнички и дизајнерски правац који је кулминирао почетком 20. века. Започео је 1880. и доживео врхунац 1892—1902. године. На градњу је утицао белгијски архитекта Хенри ван де Велде. Хектор Гимар је пројектовао париски метро у овом стилу. Париски уметници су желели орнаментима да изразе виталност у животу и предлагали су орнаменте у виду морских таласа. Назван је по продавници у Паризу, власника Самуела Бинга, са стварима дизајнираним у том стилу.
У Италији, стил Либерти је назван по лондонској продавници која је продавала модерну дизајнерску робу проистеклу из покрета Arts and Crafts. Једна од најважнијих карактеристика овог стила је динамична, валовита линија, пуна ритма. Облици изгледају као да ће оживети и „расту” у форме попут биљака.
У Енглеској се сецесија развија на челу са Вилијамом Морисом, који је био песник, књижевник и сликар; тежио је да обнови занате и створи индустријски дизајн. Он је пао је под историјске утицаје, од којих се ослободила тек нова генерација уметника која је прешла на орнаменталне облике геометријских форми.
У Белгији на челу овог покрета је архитекта Хенри ван де Велде, који је схватио значај примењене уметности и схватио да предмети морају бити јефтини, једноставни и функционални. Постао је заљубљеник у инжењерске зграде, а орнаменту је давао форму која се активно запажа, и давао је предност динамичким представама.
У Немачкој се овај стил ширио под именом југендштил, у више група. Минхенска група имала је свој посебан програм и орнамент под називом стил флореал. Другу групу створила је колонија у Дармштату где су радили Јозеф Марија Олбрих и Петер Беренс. Значајна је била и комплексна школа архитектуре у Вајмару, коју је 1901. године основао Хенри ван де Велде. У Немачкој су се створиле следеће групе у градовима: Минхен, Дармштат, Бад Нојхајм, Берлин и Хаген.
У Аустрији је сецесија настала мало касније, око 1897. године; била је под енглеским утицајем и развијала се под именом бечка сецесија. Бечка сецесија је критиковала немачки југендштил и израдила сопствени орнамент са геометријским формама. Најзначајнији је био архитекта Ото Вагнер са својим ученицима.
Ни Србија није била имуна на оваква стремљења, поготово у архитектури. У већини српских градова су изграђена значајна здања која се одликују слободним приступом орнаментици, форми и боји.

## Представници
Најважнији представници сецесије:
- Хенри ван де Велде
- Антони Гауди
- Едвард Мунк
- Густав Климт
- Фердинанд Ходлер
- Ото Вагнер
- Јозеф Мехофер
- Алфонс Муха
- Луис Саливен
- Вилјам Ле Барон Џени
- Хендрик Берлаге
- Виктор Хорта
- Ектор Жимар
- Чезарe Сакађи из Тортоне

## Градови
| - Алесунд - Амстердам - Бад Нојхајм - Београд - Барселона - Берлин - Брисел - Будимпешта - Буенос Ајрес - Чикаго | - Дармштат - Гвадалахара - Хаген - Харбин - Хавана - Хелсинки - Глазгов - Кијев - Краков - Љубљана | - Лођ - Лавов - Лондон - Манхајм - Милано - Москва - Минхен - Нант - Њујорк - Новгород | - Реус - Рига - Осијек - Нађварад - Париз - Праг - Хаг - Суботица - Санкт Петербург - Таганрог | - Тераса - Тбилиси - Варезе - Беч - Владивосток - Шо де Фон - Загреб - Сан Пелегрино |

## Додатне литература
- Јансон (1982). Историја уметности. Београд.
- Пискел, Ђина (1974). Општа историја уметности. Београд.
- Duncan, Alastair (1994). Art Nouveau. World of Art. New York: Thames and Hudson. ISBN 978-0-500-20273-9.
- Heller, Steven; Chwaste, Symour (2001). Graphic Style from Victorian to Digital. New York: Harry N. Abrams, Inc. стр. 53—57.
- Lahor, Jean (2007) [1901]. L'Art Nouveau. Baseline Co. Ltd. ISBN 978-1-85995-667-0.
- Renault, Christophe; Lazé, Christophe (2006). Les Styles de l'architecture et du mobliier. Editions Jean-Paul Gisserot. ISBN 978-2-87747-465-8.
- Brumfield, William Craft (1991). The Origins of Modernism in Russian Architecture. Berkeley: University of California Press. ISBN 978-0-520-06929-9.
- Art Nouveau. Rochester, England: Grange Books. 2007. ISBN 978-1-84013-790-3.